# Магнитооптический диск

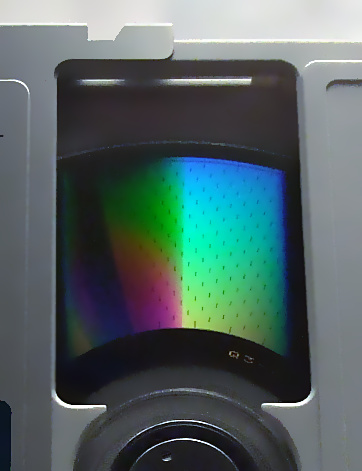
Поверхность магнитооптического диска

Магнитоопти́ческий диск (MO, также допускается написание магни́тно-опти́ческий диск) — носитель информации, сочетающий свойства оптических и магнитных накопителей. Для чтения информации используется оптическая система, для записи — одновременно оптическая и магнитная.
Впервые магнитооптический диск появился в начале 1980-х годов, первая широко известная система магнитооптики от Canon с дисками объёмом 256 МБ устанавливалась в компьютеры NeXT первого поколения с 1988 года. Магнитооптический диск взаимодействует с операционной системой как жёсткий диск, то есть предоставляет операционной системе произвольный доступ в режиме чтения-записи к отдельным секторам диска. Это свойство магнитооптического диска позволяет эффективно использовать на нём файловые системы, ориентированные на применение на других накопителях на магнитных дисках (FAT32, NTFS, ext4 и пр.).
Магнитооптические дисководы и диски изготавливались компаниями Sony, Fujitsu, Hitachi Maxell, Mitsubishi, Nikon, Sanyo. Наиболее популярной данная технология была в первой половине 1990-х.

## Технические детали

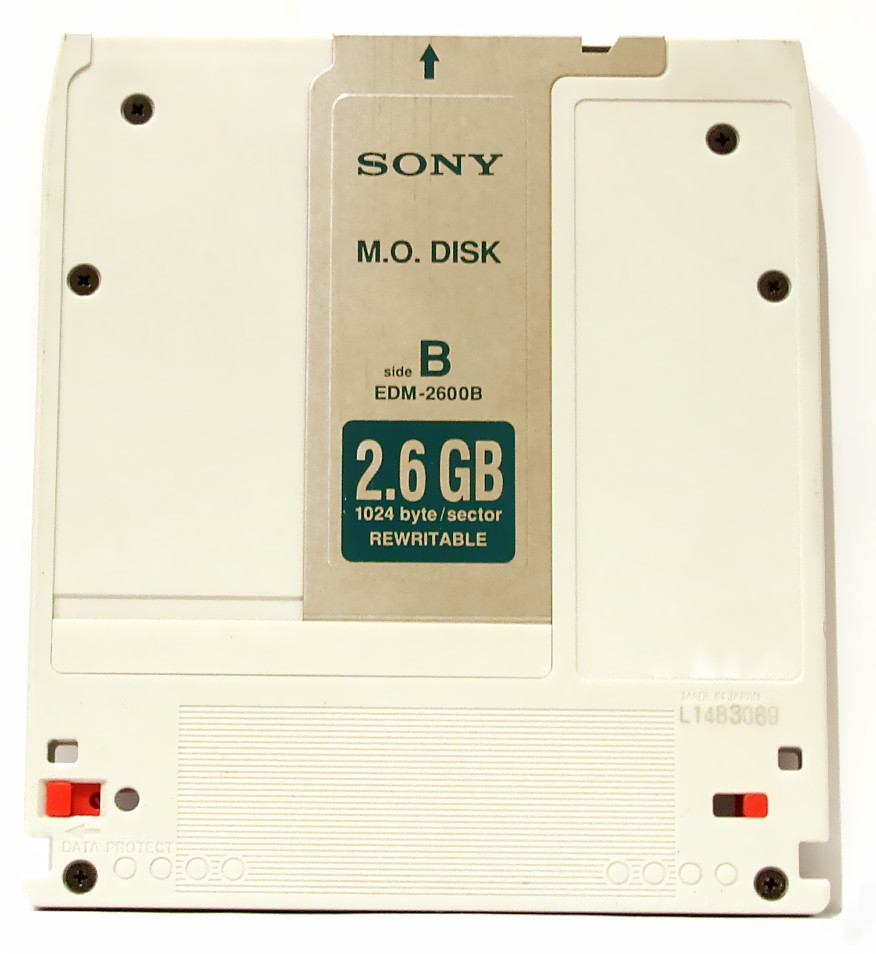
130-мм 2,6-ГБ магнитооптический диск

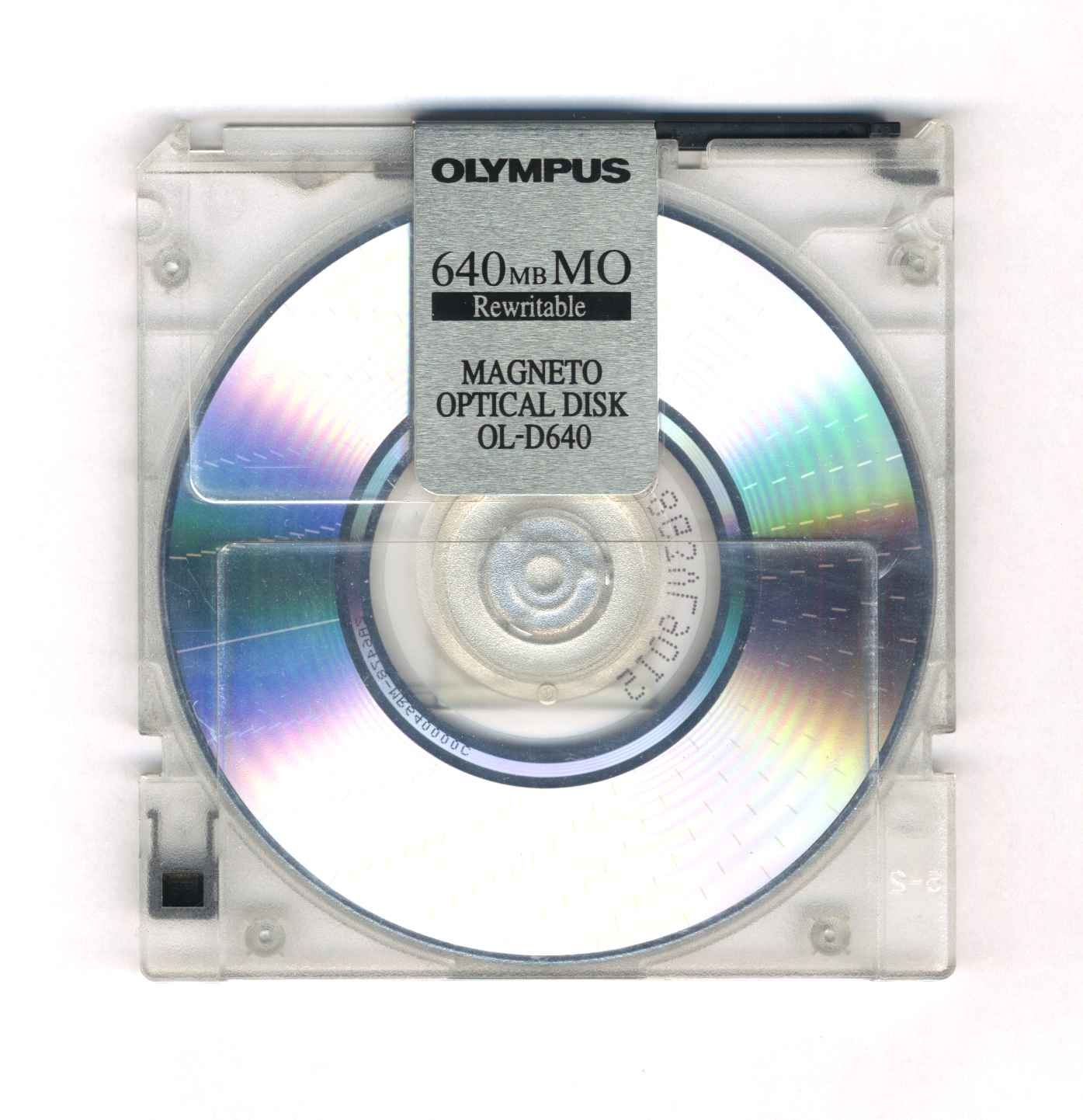
90-мм 640-МБ магнитооптический диск

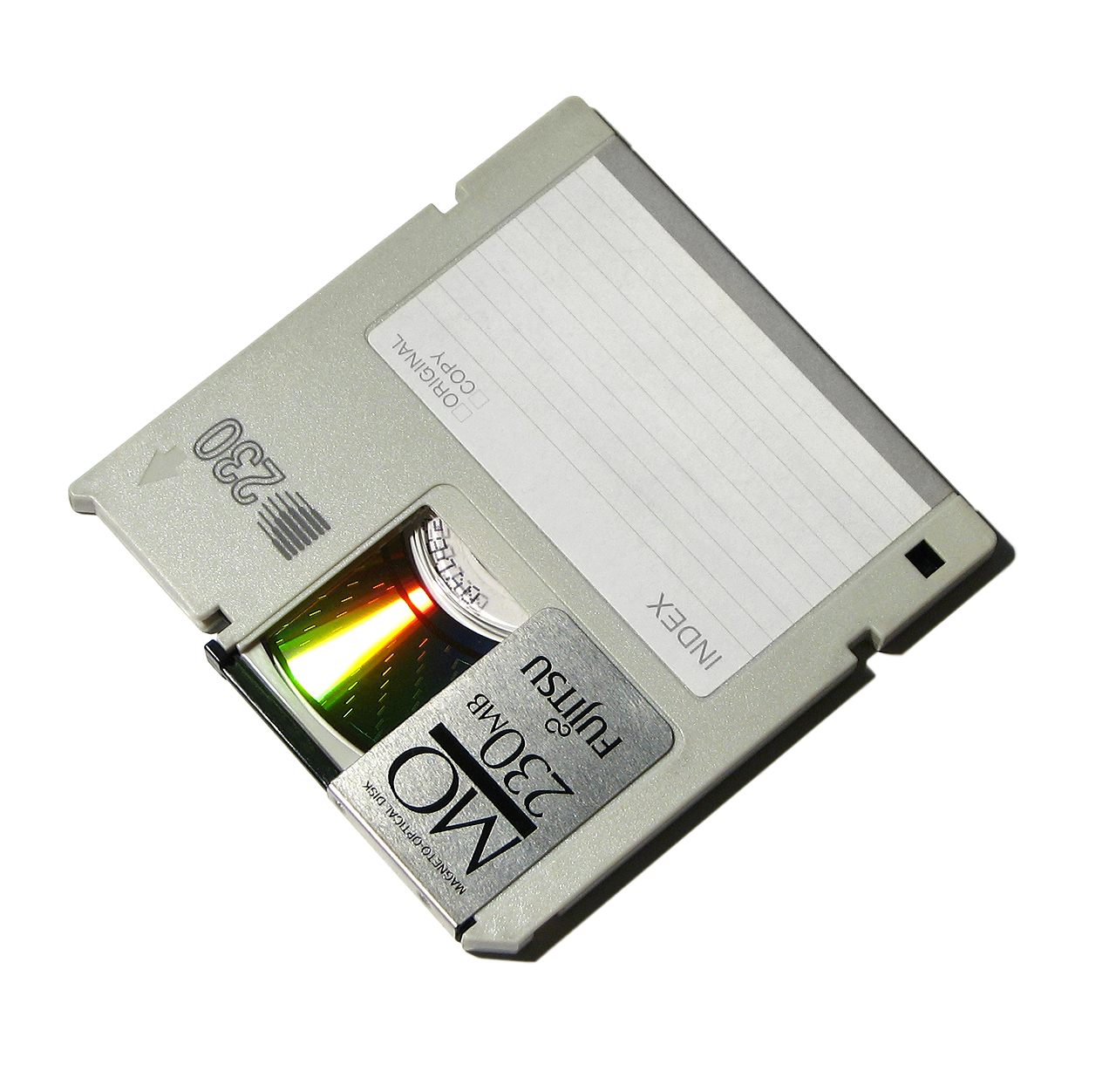
90-мм 230 Мб магнитооптический диск производства Fujitsu

Магнитооптический диск изготавливается с использованием ферромагнетиков, например аморфный сплав Tbx(FeyCo1-y)1-x (типичные x - около 0,2, y - около 0,9). Первые магнитооптические диски были размером 130 мм (5,25 дюйма), затем появились диски размером 90 мм (3,5 дюйма).
Запись на магнитооптический диск осуществляется по следующей технологии: излучение лазера разогревает участок дорожки выше температуры точки Кюри (примерно 150 градусов Цельсия для используемых материалов), после чего магнитная головка, расположенная с обратной стороны диска, создаёт электромагнитный импульс, который изменяет намагниченность. Эти изменения создают отпечатки, эквивалентные питам на оптических дисках.
Существует два варианта записи. В первом из них, magnetic field modulation (MFM, модуляция магнитного поля), мощность лазера при записи поддерживается постоянной, а информация модулирует создаваемое магнитное поле — как при обычной магнитной записи. Во втором варианте, light intensity modulation (LIM), при котором запись возможна только на заранее стёртую область памяти, используется постоянное магнитное поле и модулированный свет лазера. Для стирания используются немодулированный свет лазера и немодулированное магнитное поле.
Считывание осуществляется тем же самым лазером, но на меньшей мощности, недостаточной для разогрева диска: поляризованный лазерный луч проходит сквозь материал диска, отражается от подложки, проходит сквозь оптическую систему и попадает на датчик. При этом в зависимости от намагниченности изменяется плоскость поляризации луча лазера (Магнитооптический эффект Керра) что и определяется датчиком.
Магнитооптика первого поколения, появившаяся в конце 1989 года, использовала двухсторонние 130-мм (5,25-дюймовые) диски объёмом 650 МБ, скоростью чтения в 1 МБ/с и временем случайного доступа 50-100 миллисекунд. В персональных компьютерах практически не использовались, в том числе из-за того, что дисководы MO не помещались в стандартные отсеки ПК. Второе поколение магнитооптики использовало односторонние диски типоразмера 90 мм (3,5 дюйма) с аналогичными скоростными показателями. За счёт использования меньших по диаметру дисков дисководы стали помещаться в стандартные отсеки. Однако НЖМД в то время обладали более высокими скоростными характеристиками.
Самые первые магнитооптические диски могли записать информацию лишь один раз и не поддерживали её стирание или перезапись. Они обозначаются WORM («write once, read many»). Затем появились более удобные в работе перезаписываемые магнитооптические диски наряду с производством WORM.
Позже появились более ёмкие варианты магнитооптических дисков, имеющих обозначение 2×, 3×, 4×.
Для записи в классических приводах и дисках MO применялось три прохода. В первом проходе происходит стирание ранее записанной информации. Во втором проходе в стёртую область записываются данные, а третий проход используется для проверки записанных данных. За счёт проверки надёжность MO выше, чем у перезаписываемых CD- и DVD-дисков.
Начиная с 1997 года на рынке появились дисководы, поддерживающие технологию LIMDOW (light intensity modulated direct overwrite), при которой первые два прохода объединялись в один за счёт того, что магниты для стирания внедрялись в сам MO-диск.

## Преимущества и недостатки
Преимущества
- В середине 1990-х имели относительно невысокую удельную стоимость (среди сменных накопителей) — около 27-50 центов США за мегабайт в 1994 году[7].
- Более низкая подверженность магнитным полям по сравнению с магнитными дисками.
- Гарантированное качество записи.
- Синхронный вывод[уточнить].
- МО-диски допускают значительное количество циклов стирания-записи, по заявлениям производителей — порядка миллиона[8].
- скорость вращения составляет 3000—3600 об/мин, что обеспечивает много большую скорость передачи данных по сравнению с НГМД, скорость чтения достигает нескольких мегабайт в секунду[9], записи — порядка мегабайта в секунду.
- МО-носитель полностью размещён внутри защитного корпуса из твёрдой пластмассы, что обеспечивает его лучшую сохранность[8],
- Существуют приводы MO с различными интерфейсами: ATAPI, LPT, USB, SCSI, IEEE-1394a[6]
- Время хранения данных на MO оценивается в 50 лет, тогда как для CD-RW не превышает 15-20 лет[10].

Недостатки
- Относительно низкая скорость записи, вызванная необходимостью перед записью стирать содержимое диска, а после записи — проверкой на чтение. Данный недостаток начал частично устраняться в поздних (начиная с 1997 года) моделях приводов за счёт LIMDOW.
- Высокое энергопотребление. Для разогрева поверхности требуются лазеры значительной мощности, а следовательно и высокого энергопотребления. Это затрудняет использование пишущих МО-приводов в мобильных устройствах. Также приводы MO могут потребовать дополнительного охлаждения.
- Высокая цена как самих приводов, так и накопителей (например, Mueller в книге 2003 года приводит цены в 300 $ за привод, 16 $ за 3,5″-й диск и 60 $ за 5,25″-й диск)[6]. Высокая стоимость в значительной степени ограничила использование MO профессиональным архивированием[11].
- Малая распространённость[1].
- Существуют проблемы с чтением картриджей, отформатированных на дисководах другого производителя; проблемы более вероятны для дисков 5,25, чем для 3,5[12].

Несмотря на то, что в определённые периоды времени магнитооптические диски были популярным решением для долговременного хранения данных, в настоящее время в этой роли намного популярнее ленточные накопители, например, стримеры LTO.

## Стандарты МО-дисков
Принятые в ISO, IEC или ECMA:
- 130-мм диски (картридж 135 x 153 x 11 мм)
  - 650 МБ; «1X» — ISO/IEC DIS-10089A, ANSI X3B11.212-1992
  - 1,3 ГБ; «2X» — ISO/IEC DIS-13549, ECMA184 (1992)
  - 2,0 ГБ; «3X» — ISO/IEC DIS-13842, ECMA195
  - 2,6 ГБ; «4X» — ISO/IEC DIS-14517
  - 5,2 ГБ; «8X» — OSTA 1998[15][16]
  - 9,1 ГБ; «14X» — ISO/IEC 22092, ECMA322 (2001)[15][16]
- 90-мм диски (картридж 94 x 90 x 6 мм)
  - ≈128 МБ; «1X» — ISO/IEC 10090, ECMA154
  - 230 МБ; «2X» — ISO/IEC 13963, ECMA201
  - 385 МБ; «3X» — ECMA-223; не стандартизован в ISO/IEC
  - 640 МБ; «5X» — ISO/IEC 15041

Другие стандарты, использующие аналогичный принцип записи (лазерный нагрев и магнитная запись), но несовместимые с вышеперечисленными вариантами магнитооптики:
- Philips CD-MO (Compact disks Orange Book part1, 1990) — не получил распространения, отозван компанией Philips
- Sony MiniDisc (80 минут цифрового аудио либо 140 МБ; 65 мм)
- Sony Hi-MD (1 ГБ; 65 мм)

Существует также стандарт перезаписываемых дисков UDO пришедший на смену MO, использующий аналогичные картриджи, но записывающий информацию без использования магнитов, за счёт изменения фазового состояния материала носителя с помощью лазера 405 нм.